# كاليموتشو
كاليموتشو  أو كاليموتكسو ( ,تلفظ بالإسبانية: ‎/ka.li.ˈmo.tʃo/‏) هو مشروب يتكون من كميات متساوية من النبيذ الأحمر ومشروب غازي يحتوي على الكولا.  تم الجمع بين النبيذ الأحمر والكولا في إسبانيا في وقت مبكر من عشرينيات القرن العشرين، لكن كوكا كولا لم تكن متاحة على نطاق واسع. تغير ذلك في عام 1953 عندما تم افتتاح أول مصنع لشركة كوكا كولا في إسبانيا. تم اطلاق أسماء مختلفة، حتى أدى استخدامها على نطاق واسع في مهرجان في ألغورتا إلى تسميتها باسم كاليموتشو،  وهو مزيج من من منتجات Kalimero وMotxongo. 
منذ ذلك الوقت أصبح مشروب كلاسيكي في منطقة إقليم الباسك،  ويرجع ذلك إلى حد كبير إلى مزيجها البسيط، وسهولة الوصول إلى المكونات والتكلفة الرخيصة. 

## تسميات اخرى
يُعرف نفس الخليط باسم كاتيمبا في جنوب إفريقيا ، كاتيمبي في موزمبيق، بامبوس (الخيزران) في كرواتيا ، صربيا ، مقدونيا ودول البلقان الأخرى، جوت (النسر الأسود) في تشيلي ، وعصير يسوع في الأرجنتين . 